# العلاقات السلوفينية النيبالية
العلاقات السلوفينية النيبالية هي العلاقات الثنائية التي تجمع بين سلوفينيا ونيبال.

## مقارنة بين البلدين
هذه مقارنة عامة ومرجعية للدولتين:
| وجه المقارنة                                              | سلوفينيا                                                      | نيبال                             |
| --------------------------------------------------------- | ------------------------------------------------------------- | --------------------------------- |
| المساحة (كم2)                                             | 20.27 ألف                                                     | 147.18 ألف                        |
| عدد السكان (نسمة)                                         | 2.07 مليون                                                    | 29.40 مليون                       |
| الكثافة السكانية (ن./كم²)                                 | 102.12                                                        | 199.76                            |
| العاصمة                                                   | ليوبليانا                                                     | كاتماندو                          |
| اللغة الرسمية                                             | اللغة السلوفينية، اللغة الإيطالية، لغة مجرية                  | اللغة النيبالية                   |
| العملة                                                    | يورو، تولار سلوفيني                                           | روبية نيبالية                     |
| الناتج المحلي الإجمالي (بليون دولار)                      | 48.77 مليار                                                   | 24.47 مليار                       |
| الناتج المحلي الإجمالي (تعادل القوة الشرائية) بليون دولار | 66.01 مليار                                                   | 70.20 مليار                       |
| الناتج المحلي الإجمالي الاسمي للفرد دولار أمريكي          | 20.73 ألف                                                     | 743                               |
| الناتج المحلي الإجمالي للفرد دولار أمريكي                 | 30.40 ألف                                                     | 2.37 ألف                          |
| مؤشر التنمية البشرية                                      | 0.880                                                         | 0.548                             |
| رمز المكالمات الدولي                                      | +386                                                          | +977                              |
| رمز الإنترنت                                              | .si                                                           | .np                               |
| المنطقة الزمنية                                           | توقيت وسط أوروبا، ت ع م+01:00، ت ع م+02:00، أوروبا/ليوبليانا ‏ | UTC+05:45، التوقيت الموحد لنيبال ‏ |

## منظمات دولية مشتركة
يشترك البلدان في عضوية مجموعة من المنظمات الدولية، منها:
| علم المنظمة | اسم المنظمة                               | تاريخ انضمام سلوفينيا | تاريخ انضمام نيبال |
| ----------- | ----------------------------------------- | --------------------- | ------------------ |
|             | مؤسسة التنمية الدولية                     | 25 فبراير 1993        | 6 مارس 1963        |
|             | يونسكو                                    | 27 مايو 1992          | 1 مايو 1953        |
|             | مؤسسة التمويل الدولية                     | 25 فبراير 1993        | 7 يناير 1966       |
|             | منظمة حظر الأسلحة الكيميائية              | ?                     | ?                  |
|             | الأمم المتحدة                             | 22 مايو 1992          | 14 ديسمبر 1955     |
|             | منظمة الشرطة الجنائية الدولية             | ?                     | ?                  |
|             | البنك الدولي للإنشاء والتعمير             | 25 فبراير 1993        | 6 سبتمبر 1961      |
|             | الاتحاد البريدي العالمي                   | ?                     | ?                  |
|             | المركز الدولي لتسوية المنازعات الاستشارية | 6 أبريل 1994          | 6 فبراير 1969      |
|             | وكالة ضمان الاستثمار متعدد الأطراف        | 19 مارس 1993          | 9 فبراير 1994      |
|             | منظمة التجارة العالمية                    | ?                     | ?                  |
|             | الفريق المعني برصد الأرض                  | ?                     | ?                  |

## وصلات خارجية
- موقع وزارة الخارجية السلوفينية
- موقع وزارة الخارجية النيبالية